# Brian Lewis
Brian M. Lewis (Sacramento, 5 dicembre 1974) è un ex velocista statunitense, campione olimpico e mondiale della staffetta 4×100 metri.

## Biografia
Lewis iniziò la sua carriera di sportivo giocando a baseball (il padre e lo zio erano giocatori professionisti), ma in seguito abbandonò questo sport per dedicarsi all'atletica, poiché non voleva essere allenato dal padre.
Fece parte della squadra statunitense della staffetta 4×100 metri che non tagliò il traguardo ai Mondiali del 1997. L'anno successivo si piazzò in terza posizione nei 100 metri piani nel corso dei Goodwill Games.
Nel 1999 Lewis vinse i campionati nazionali statunitensi nei 100 m piani e fece parte della squadra del suo paese della staffetta 4×100 m che vinse l'oro ai Mondiali di Siviglia 1999 e ai Giochi olimpici di Sydney 2000.

## Palmarès
| Anno | Manifestazione  | Sede     | Evento      | Risultato  | Prestazione | Note                                    |
| ---- | --------------- | -------- | ----------- | ---------- | ----------- | --------------------------------------- |
| 1999 | Mondiali        | Siviglia | 100 m piani | Semifinale | 10"13       |                                         |
| 1999 | Mondiali        | Siviglia | 4×100 m     | Oro        | 37"59       | Miglior prestazione mondiale stagionale |
| 2000 | Giochi olimpici | Sydney   | 4×100 m     | Oro        | 37"61       |                                         |

## Campionati nazionali
- 1 volta campione nazionale dei 100 m piani (1999)

## Altre competizioni internazionali
1998
- 6º alla Grand Prix Final ( Mosca), 100 m piani - 10"16

2000
- 5º alla Grand Prix Final ( Doha), 100 m piani - 10"52